# 14504 Tsujimura
14504 Tsujimura este un asteroid din centura principală de asteroizi.

## Descriere
14504 Tsujimura este un asteroid din centura principală de asteroizi. A fost descoperit pe 27 decembrie 1995 la Ōizumi de Takao Kobayashi. Asteroidul prezintă o orbită caracterizată de o semiaxă mare de 2,33 ua, o excentricitate de 0,14 și o înclinație de 5,0° în raport cu ecliptica.